# Chrysolopus spectabilis
Chrysolopus spectabilis (englisch unter anderem Botany Bay Weevil oder Diamond Weevil) ist ein Käfer aus der Familie der Rüsselkäfer (Curculionidae), der sich von bestimmten Akazien ernährt und im Südosten Australiens vorkommt. Es handelt sich um das erste Insekt Australiens, das wissenschaftlich beschrieben wurde.

## Merkmale
Chrysolopus spectabilis besitzt einen länglich-ovalen Körper und eine Länge von 15 bis 25 Millimetern. Die Deckflügel sind schwarz und unregelmäßig in leuchtend metallisch grüner Farbe punktiert. An der Unterseite ist der Körper in matterem Grün schattiert, an den Seiten verläuft den gesamten Körper entlang eine weiße bis grüne Linie. Der Kopf, der Halsschild und die Beine sind schwarz und stellenweise metallisch grünlich markiert. Die Farbgebung variiert dabei je nach Jahreszeit, später im Jahr geschlüpfte Tiere besitzen eine eher blaue Färbung.
Der Rüssel ist etwa so lang wie der glockenförmige Halsschild und deutlich gekrümmt. Die knieförmigen Fühler setzen in der Rüsselmitte an, die Fühlergeißel endet dabei in einer kleinen Keule. Die ovalen Facettenaugen stehen ein wenig hervor. Die Deckflügel weisen an der Oberseite eine Reihe von Furchen mit leichten Gruben auf, auch die Unterseite des Körpers ist dicht mit Schuppen bedeckt. Die kräftigen Beine sind an den Fußgliedern stark behaart, wobei das Krallenpaar nicht verwachsen ist.
Die Larven des Käfers werden 40 bis 50 Millimeter lang und besitzen einen runden und runzeligen weißen Körper mit vereinzelten Haaren an den Seiten sowie einen rotbraunen Kopf mit schwarzen Mandibeln. Das Puppenstadium wurde bislang wissenschaftlich nicht untersucht und beschrieben.

## Vorkommen und Lebensraum

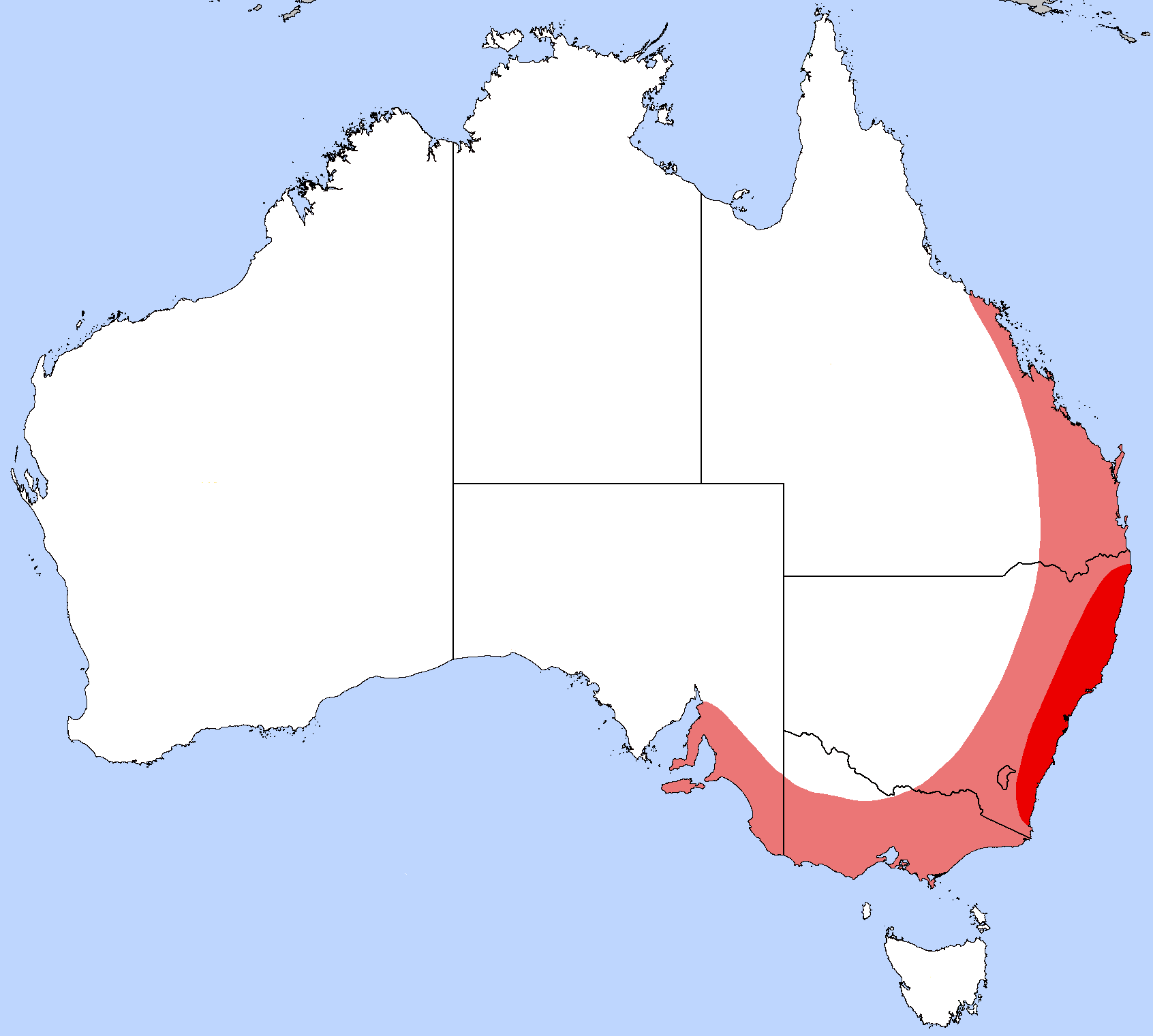
Verbreitungskarte
dunkelrot: Hauptvorkommen
hellrot: Nebenvorkommen

Der Rüsselkäfer kommt vor allem in den östlichen und südlichen Bundesstaaten Australiens vor. Das Verbreitungsgebiet erstreckt sich von den Küstenregionen Queenslands bis nach Victoria und in das östliche South Australia hinein. Am häufigsten ist er jedoch im Osten von New South Wales, insbesondere in der Umgebung von Sydney, bis hin zu den Ausläufern des Großen Australischen Berglands anzutreffen.
Erwachsene Tiere sind tag- und nachtaktiv und vor allem in den warmen Monaten November bis März zu sehen. Der Käfer tritt in dieser Zeit häufig in Stadtgebieten und Wäldern in Gegenden mit moderatem Niederschlag und insbesondere in der Umgebung von Akazien (Acacia) auf. Dabei werden Akazienarten mit paarig gefiederten Blättern in baumreichen Gebieten, wie zum Beispiel den Blue Mountains, und Akazien mit verbreiterten Blattstielen (Phyllodien) in offeneren Landstrichen, beispielsweise dem nördlichen New South Wales, bevorzugt. Erwachsene Tiere wurden bislang an 28 (von etwa 1000 in Australien vorkommenden) Akazienarten nachgewiesen, die Larven an sieben. Es wird aber vermutet, dass die Larven an den gleichen Arten leben, von denen sich auch die erwachsenen Tiere ernähren.

## Lebensweise

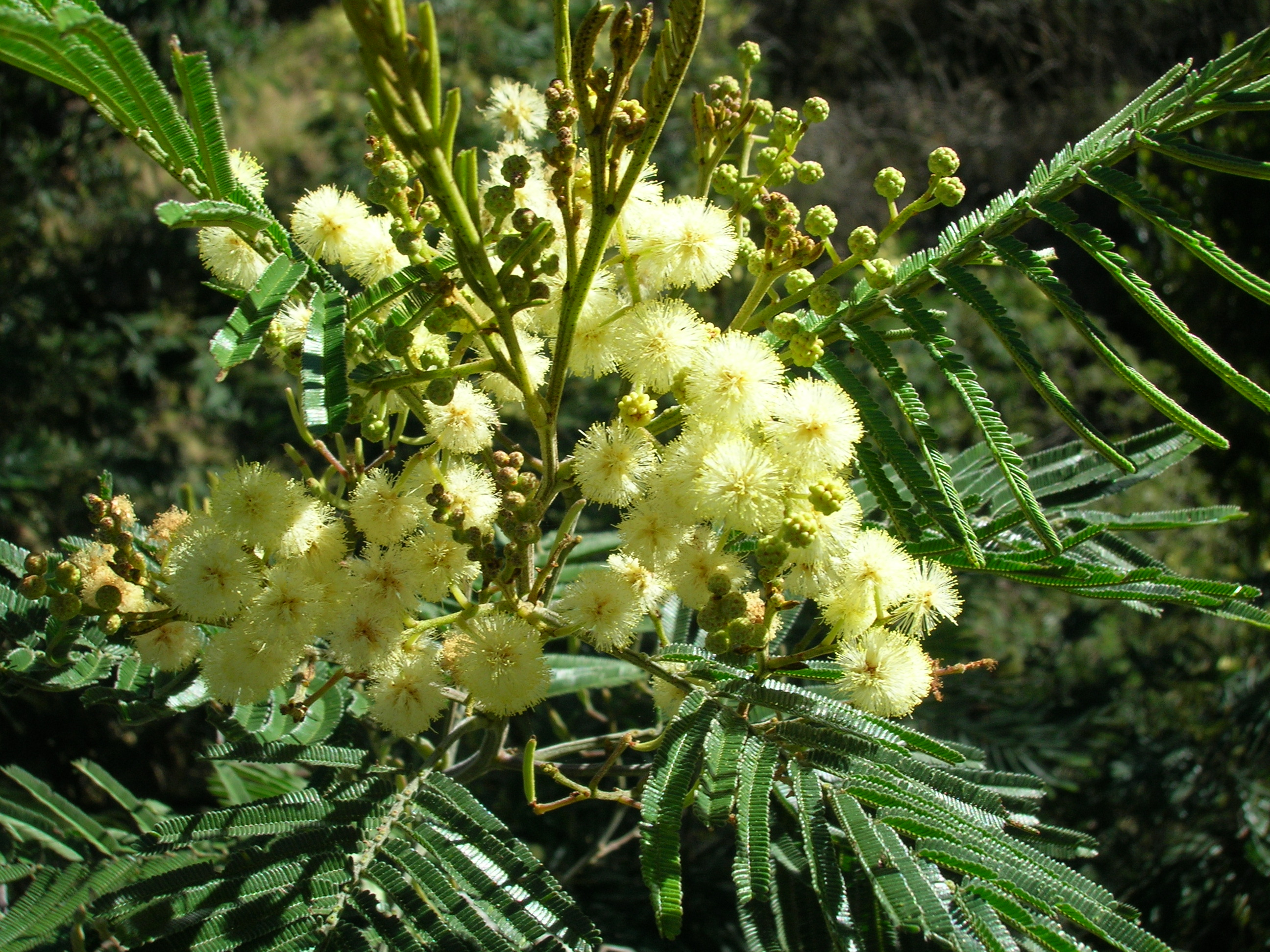
Eine der 28 Akazienarten (Acacia mearnsii), von denen sich der Rüsselkäfer ernährt

Chrysolopus spectabilis ernährt sich fast ausschließlich von Pflanzenteilen und -saft bestimmter Akazienarten, unter anderem der Cootamundra-Akazie (Acacia baileyana), der Silber-Akazie (Acacia dealbata), der Schwarzholz-Akazie (Acacia melanoxylon) und der Langblättrigen Akazie (Acacia longifolia). Hierbei wählt er meist noch nicht blühende Jungpflanzen mit einer Höhe von 50 bis 150 Zentimetern aus. Der lange Rüssel mit den kräftigen Kauwerkzeugen an seinem Ende erlaubt es ihm, Löcher in Pflanzenstängel und -blätter zu bohren, um den Saft aufzunehmen und um Eikammern zu bauen.
In Akazienplantagen im Südosten Australiens wird die Art als Schädling angesehen. Erwachsene Tiere können neue Triebe zerstören, während die Larven die Wasseraufnahme der Pflanze behindern. Durch Ringelung der Rinde können erwachsene Tiere letztendlich auch für das Absterben der Pflanzen sorgen.
Trotz seiner grellen Zeichnung ist der Käfer ungiftig. Die Käfer sind sehr aufmerksam, wenn sie sich bedroht fühlen, lassen sie sich auf den Boden fallen und stellen sich tot, oder krallen sich mit den Beinen an der Pflanze fest.

## Entwicklung
Die Entwicklung der Käfer ist meist innerhalb eines Jahres abgeschlossen. Zur Eiablage bohren die weiblichen Rüsselkäfer bis zu zwanzig nahe beisammenliegende kleine Löcher unmittelbar über dem Boden in die Akazienstämme und legen in jedes Loch ein einzelnes Ei. Die beinlosen Larven bohren sich nach dem Schlupf tiefer in eine der Hauptwurzeln der Wirtspflanze und höhlen diese mit der Zeit vollständig aus. Die Imagines der neuen Generation schlüpfen in den südlicheren Breiten Australiens im Frühjahr, im subtropischen Norden wohl ganzjährig. Sie bohren sich mit Hilfe der Mundwerkzeuge einen Weg nach draußen und lassen die Puppenhülle in der Wurzelhöhle zurück.

## Taxonomie
Chrysolopus spectabilis wurde nach der Rückkehr der ersten Expedition James Cooks nach England im Jahr 1775 als erstes Insekt Australiens von dem dänischen Entomologen Johann Christian Fabricius in seinem Werk Systema Entomologiae beschrieben. Er gab ihm darin den Namen Curculio spectabilis („sehenswerter Rüsselkäfer“). Fabricius hatte in den Jahren zuvor bei mehreren Besuchen in London die Gelegenheit gehabt, die Insektensammlung der Cook-Expedition zu besichtigen.
Im Jahr 1817 wurde dem Käfer von Ernst Friedrich Germar der heute gültige Gattungsname Chrysolopus („goldgrün Geschuppter“) gegeben. Im folgenden Jahrzehnt wurden weitere Arten in diese Gattung gestellt, mittlerweile sind es elf Arten, die alle im ozeanischen Raum beheimatet sind. Die Farbgebung der direkt verwandten Arten gestaltet sich dabei sehr unterschiedlich und variiert von grün bis pechschwarz.
Unterarten von Chrysolopus spectabilis sind derzeit keine bekannt.

## Entdeckungsgeschichte

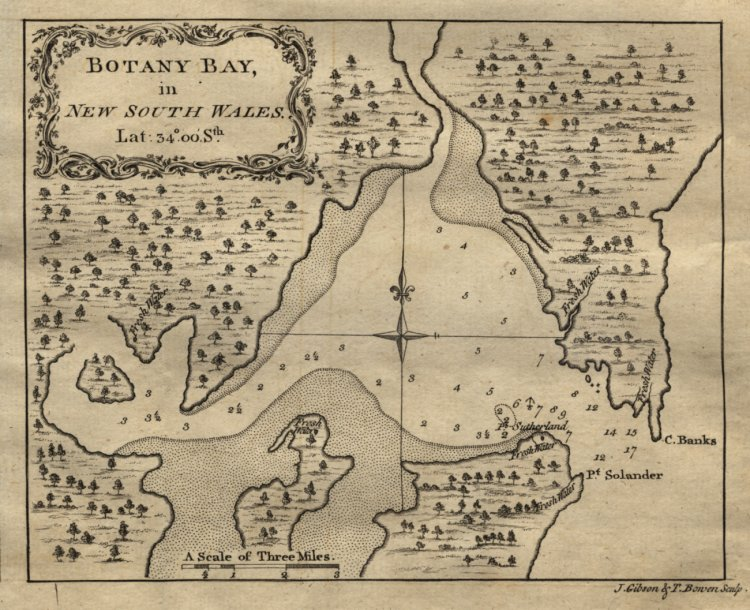
Karte der Botany Bay von 1773 mit dem Landungsort der Endeavour bei Point Sutherland

Das erste Exemplar von Chrysolopus spectabilis wurde zwischen April und August 1770 auf James Cooks erster Reise in die Südsee von den Botanikern Joseph Banks und Daniel Solander als einziges Insekt neben einem Schmetterling, einer Ameise (Myrmecia gulosa) und zwei Fliegen eingesammelt. Zusammenfassend schrieb Banks über die Insektenwelt Australiens:

“Of insects here were but few sorts and among them only the ants were troublesome to us.”

„An Insekten gab es hier nur wenige Arten und von diesen waren uns nur die Ameisen lästig.“

Merkwürdigerweise fanden die Insektenfunde in den Reisetagebüchern der Endeavour-Expedition keine weitere Erwähnung, sodass über die genaue Herkunft des eingesammelten Exemplars spekuliert wird. Vermutlich wurde der Rüsselkäfer nicht, wie der englische Trivialname suggeriert, in der Botany Bay gefunden, wo es im April normalerweise zu kalt und regnerisch für die Art ist. Man nimmt daher als Fundort die warme und trockene Umgebung von Cooktown im heutigen Queensland an, wo die Expedition im August noch einmal Halt machte. Die Art wurde aber nach der ersten Besiedlung Australiens im Jahr 1788 während der Sommermonate auch in der Nähe von Sydney häufig aufgefunden, was die englische Bezeichnung „Botany Bay Weevil“ rechtfertigt.

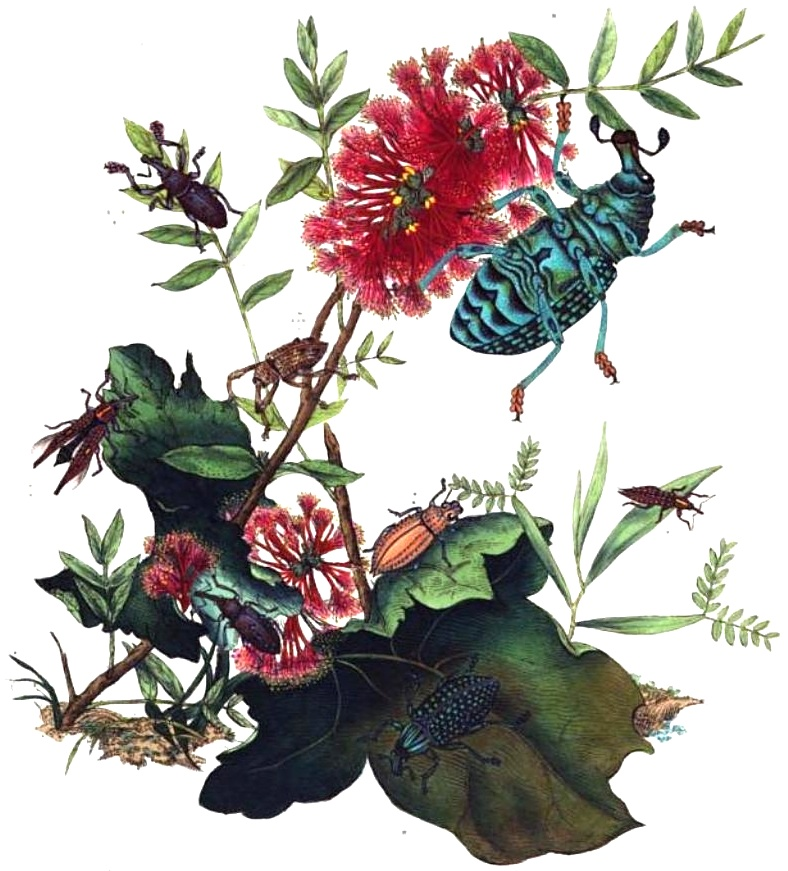
Zeichnung aus dem Jahr 1805 mit dem „Diamond Weevil“ (rechts oben) und dem „Diamond Beetle“ (unten Mitte)

Der englische Name „Diamond Weevil“ wurde erstmals 1805 von Edward Donovan erwähnt und ist britischen Ursprungs. Er spielt auf den in Brasilien beheimateten „Diamond Beetle“ (Entimus imperialis) an, der eine ähnlich leuchtend grüne Zeichnung aufweisen kann und in Europa schon länger bekannt war. Mit seinem australischen Verwandten besitzt dieser jedoch nur wenige Gemeinsamkeiten.
In den ersten Jahren nach seiner Entdeckung bis hin zum Anfang des 19. Jahrhunderts war Curculio spectabilis in Europa aufgrund seines außergewöhnlichen Aussehens nicht nur für Entomologen ein begehrtes Sammlerobjekt. Die Nachfrage konnte aber durch stetigen Nachschub aus den australischen Siedlungen recht bald gesättigt werden.
Das Typusexemplar der Endeavour-Expedition liegt heute in einem Schränkchen als Teil der „Banks Collection“ im Natural History Museum in London. Der Käfer soll sich, auch wenn ihm die meisten Fußglieder fehlen, in einem recht guten Zustand befinden.